# 曹毓瑛
曹毓瑛（1813年—1866年），字子瑜，號琢如，江蘇常州府江陰縣人，晚清大臣。

## 生平
道光十七年（1837年）拔貢，授兵部七品小京官，升兵部主事，充軍機章京。二十三年（1843年）癸卯科順天鄉試舉人。咸豐年間，端華、肅順擅政，曹毓瑛獨不附。十一年（1861年）英法聯軍兵犯京師，咸豐帝避走熱河，打算擇一章京在軍機大臣上學習行走。曹毓瑛資歷最深，惟自甘退讓，焦祐瀛遂越次擢用。辛酉政變中，向恭王奕訢等人輸誠，扳倒肅順等顧命大臣，立下大功。同年以鴻臚寺少卿在軍機大臣上學習行走，遷大理寺卿，同治元年（1862年）去「行走上學習」字，二年（1863年）遷工部左侍郎，二月轉兵部左侍郎，四年（1865年）遷左都御史，十一月轉兵部尚書，五年（1866年）卒，贈太子少保，諡恭愨。

## 延伸阅读
[在维基数据编辑]
 《清史稿·卷421》，出自趙爾巽《清史稿》